# Maximilian von Prittwitz
Maximilian von Prittwitz und Gaffron (Bernstadt, 27 de novembre de 1848 – Berlín, 29 de març de 1917) fou un militar alemany, general durant la Primera Guerra Mundial.
Von Prittwitz procedia d'una antiga família de l'aristocràcia de Silèsia, a Bernstadt. Inicià la carrera militar com a soldat d'infanteria i lluità en la guerra austroprussiana i en la guerra francoprussiana. Durant els següents quaranta anys progressà en l'exèrcit i el 1913 fou nomenat coronel general (Generaloberst).
A l'inici de la Primera Guerra Mundial li fou encarregat el comandament del vuitè exèrcit, desplegat al front oriental, amb la missió de contenir els possibles atacs russos contra Prússia Oriental. Davant dels atacs russos, que amenaçaven la seva rereguarda, Prittwitz suggerí una retirada a l'oest del Vístula, amb el consegüent abandonament de Prússia Oriental. L'estat major alemany trobà inacceptable el pla de Prittwitz i el rellevà del càrrec, que fou ocupat per Paul von Hindenburg i Erich Ludendorff. A partir d'aquell moment Prittwitz es retirà a Berlín, on visqué tres anys abans de morir d'un atac de cor.